# Castelnuovo di Garfagnana
Castelnuovo di Garfagnana – miejscowość i gmina we Włoszech, w regionie Toskania, w prowincji Lukka.
Według danych na rok 2004 gminę zamieszkiwało 6061 osób, 216,5 os./km².
Urodzili się tutaj Jasmine Paolini, włoska tenisistka, oraz włoski piłkarz Giovanni Di Lorenzo.